# Hydroxychloroquine
Hydroxychloroquine is de werkzame stof van een medicijn dat ook verkrijgbaar is onder de merknaam Plaquenil. Het wordt gebruikt ter voorkoming en ter bestrijding van malaria. Vanwege ontstekingsremmende eigenschappen wordt het daarnaast ook voor de behandeling van de auto-immuunziekten lupus erythematodes en reumatoïde artritis gebruikt. Het medicijn is alleen verkrijgbaar op recept.
De stof is opgenomen in de lijst van essentiële geneesmiddelen van de WHO.

## Geschiedenis
Na de Eerste Wereldoorlog zocht de Duitse regering naar alternatieven voor kinine als middel tegen malaria. Chloroquine, een synthetisch analoog met hetzelfde werkingsmechanisme, werd in 1934 ontwikkeld door Bayer. Onderzoekers probeerden vervolgens structurele analogen te ontdekken met verbeterde eigenschappen en een daarvan was hydroxychloroquine.

## Gebruik

### Malaria
Het medicijn kan zowel ter voorkoming als ter genezing van malaria gebruikt worden. Wanneer men het medicijn gebruikt om malaria te voorkomen, wordt het vaak met andere medicijnen (zoals Arava) gecombineerd om de kans op het doden van de parasiet te vergroten. Men begint dan al voor vertrek met het medicijn en gebruikt het gedurende het verblijf in een risicogebied in de voorgeschreven dosering.
Bij de bestrijding van malaria wordt het medicijn gedurende een korte periode in een hoge dosis voorgeschreven.

### Reumatoïde artritis (RA) en lupus erythematodes (LE)
De precieze werking van het medicijn bij reumatoïde artritis en lupus erythematodes is nog niet bekend. Over het algemeen is er sprake van een hoge aanvangsdosering en een lagere onderhoudsdosering die soms wel jarenlang gebruikt kan worden. Of en wanneer er overgegaan wordt op een onderhoudsdosering verschilt per patiënt.
Het medicijn heeft minder bijwerkingen dan bijvoorbeeld prednison, wat ook vaak gebruikt wordt bij deze ziekten. De wat meer gangbare bijwerkingen zijn niet ernstig en kunnen bij heel veel medicijnen optreden: huidklachten zoals uitslag en jeuk, misselijkheid en diarree. Echter, bij langdurig gebruik kunnen wel meer en ernstigere klachten optreden, zoals aantasting van het netvlies en het hoornvlies, pigmentveranderingen, haaruitval, ontkleuring van het haar, oorsuizen, depressiviteit, duizelingen en zelfs doofheid.

### COVID-19
Het middel werd als minder toxisch zusje van chloroquine gepropageerd bij de offlabel behandeling van longklachten door COVID-19. Er was echter geen bewijs voor de effectiviteit van het middel bij de behandeling van Covid-19 patienten. Artsen die in Nederland het middel voorschreven, konden in 2021 daarvoor een boete krijgen van de Inspectie Gezondheidszorg en Jeugd. In 2022 meldde de IGJ aan zestien artsen een boete te hebben opgelegd voor het voorschrijven van medicijnen bij corona die daar niet voor zijn geregistreerd, zoals hydroxychloroquine.